# Berliner Feuerwehr
Die Berliner Feuerwehr ist die Feuerwehr der deutschen Hauptstadt Berlin. Sie besteht aus der Berufsfeuerwehr und den Freiwilligen Feuerwehren. Die Berliner Feuerwehr wurde im Jahr 1851 von Ludwig Scabell gegründet und ist die älteste Berufsfeuerwehr Deutschlands.
Geleitet wird die der Senatsverwaltung für Inneres und Sport unterstellte Landesbehörde seit dem 1. August 2018 durch Landesbranddirektor Karsten Homrighausen. Der Sitz der Behördenleitung befindet sich in der Voltairestraße in Berlin-Mitte.
Mit ihren rund 5500 Mitarbeitern und 35 Berufsfeuerwachen ist sie die größte Berufsfeuerwehr in Deutschland.
Die Berliner Berufsfeuerwehr wird durch 59 Freiwillige Feuerwehren mit rund 1600 aktiven ehrenamtlichen Feuerwehrangehörigen unterstützt.

## Geschichte

### Leiter der Berliner Feuerwehr (seit 1851)

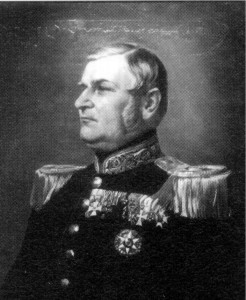
Ludwig Carl Scabell, Gründer der Berliner Feuerwehr

| Amtszeit  | Name                 | Amtsbezeichnung                      |
| --------- | -------------------- | ------------------------------------ |
| 1851–1875 | Ludwig Scabell       | Branddirektor                        |
| 1875–1887 | Gustav Witte         | Branddirektor                        |
| 1887–1893 | Alexander Stude      | Branddirektor                        |
| 1893–1905 | Erich Giersberg      | Branddirektor                        |
| 1905–1922 | Maximilian Reichel   | Oberbranddirektor                    |
| 1922–1933 | Walter Gempp         | Oberbranddirektor                    |
| 1933–1943 | Gustav Wagner        | Generalmajor d. Pol.                 |
| 1943–1945 | Walter Goldbach      | Generalmajor d. Pol.                 |
| 1945–1948 | Karl Feierabend      | Oberbranddirektor (bis 1952 Ostteil) |
| 1949–1957 | Ludwig Wissell       | Oberbranddirektor (West)             |
| 1952–1963 | Ernst Ettrich        | Oberst der Feuerwehr (Ost)           |
| 1957–1968 | Friedrich Kaufhold   | Oberbranddirektor (West)             |
| 1963–1970 | Rudi Mösch           | Oberst der Feuerwehr (Ost)           |
| 1968–1970 | Heinz Hoene          | Landesbranddirektor (West)           |
| 1970–1990 | Horst Meier          | Branddirektor (Ost)                  |
| 1970–1988 | Kurt-Werner Seidel   | Landesbranddirektor (West)           |
| 1989–1992 | Wolfgang Scholz      | Landesbranddirektor                  |
| 1990      | Manfred Schäfer      | Oberbrandrat (Ost)                   |
| 1992–2006 | Albrecht Broemme     | Landesbranddirektor                  |
| 2006–2018 | Wilfried Gräfling    | Landesbranddirektor                  |
| seit 2018 | Karsten Homrighausen | Landesbranddirektor                  |

### Industrialisierung und Gründerzeit (1851–1899)

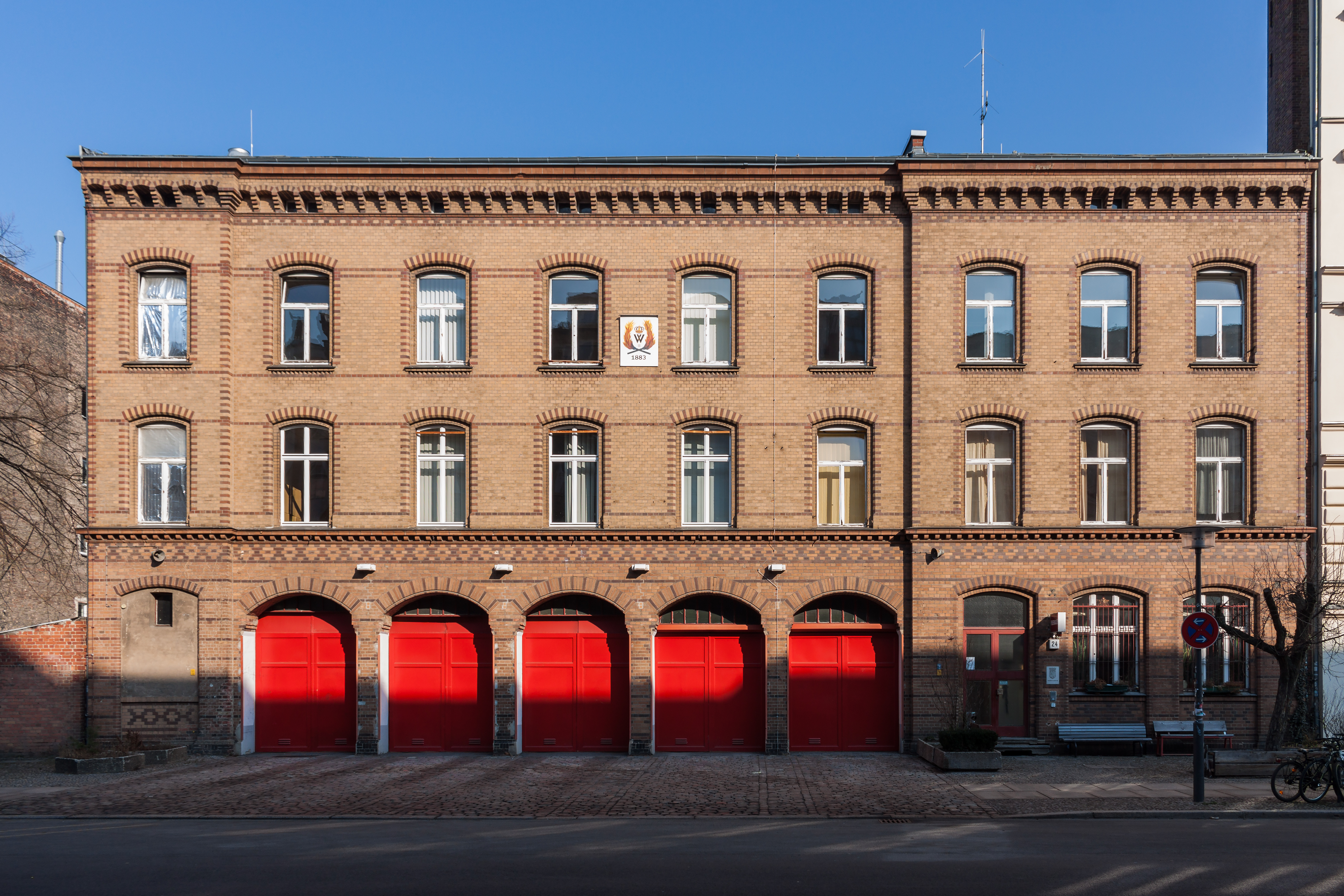
Die Feuerwache Prenzlauer Berg, 1883 bezogen, ist die älteste noch in Betrieb befindliche Berufsfeuerwache Deutschlands

Als Ludwig Scabell am 1. Februar 1851 vom preußischen König, Friedrich Wilhelm IV., den Befehl zum Aufbau der ersten deutschen Berufsfeuerwehr erhielt und zum königlichen Branddirektor ernannt wurde, stand Berlin unter dem Eindruck einer Reihe von verheerenden Großbränden. Die Stadt wuchs schnell, die Bebauung wurde immer enger und die Menschen lebten dicht an dicht. Ausbildung und Technik der bisherigen Feuerwehren waren unzulänglich, auch konnten die Einsatzmittel nicht mehr mit der Größe der Gebäude mithalten. Daher fasste Preußens König den Entschluss, Scabell mit der Gründung einer Berufsfeuerwehr zu beauftragen und deren Ausbildung und Ausrüstung sicherzustellen. Innerhalb kürzester Zeit wurden knapp 1000 Männer eingestellt und ausgebildet. Gleichzeitig begann der Bau von Berufsfeuerwachen.
Im selben Jahr bekam die Stadt Berlin auch das erste elektrische Feuermeldenetz der Welt. Es wurde von Siemens & Halske installiert und verband die Zentrale in der Stadtvogtei am Molkenmarkt mit 24 Feuerwachen und allen Polizeirevieren. Im Jahr 1854 konnte die erste Neubau-Feuerwache eröffnet werden, zwei Jahre später ging in Berlin ein Wasserleitungsnetz mit 1520 Hydranten in Betrieb.
Im Jahr 1875 erreichte Scabell das Rentenalter, sein Nachfolger wurde Gustav Witte. Dieser erhielt im Jahr 1879 zusammen mit dem Ingenieur und Fabrikanten Greiner das deutsche Patent der weltweit ersten Drehleiter. Die Berliner Feuerwehr stellte ihre erste, von der Firma BAMAG gebaute Drehleiter 1882 auf der Hauptwache in Dienst.

### Jahrhundertwende und Weimarer Republik (1900–1932)
Im Jahr 1901 fand zum 50-jährigen Bestehen der Berufsfeuerwehr die Internationale Feuerschutzausstellung in Berlin statt.
Im Jahr 1906 wurde auf der Feuerwache Berlin-Grunewald als erstes Benzinauto-Löschfahrzeug in Deutschland eine Gasspritze in Dienst gestellt. Im Lauf des Ersten Weltkriegs 1914 bis 1918 gab die Berliner Feuerwehr 700 Beamte an das Heer ab, wo ein Teil der eingezogenen Feuerwehrleute in den neu geschaffenen Flammenwerferregimentern eingesetzt wurde.

### Zeit des Nationalsozialismus (1933–1945)

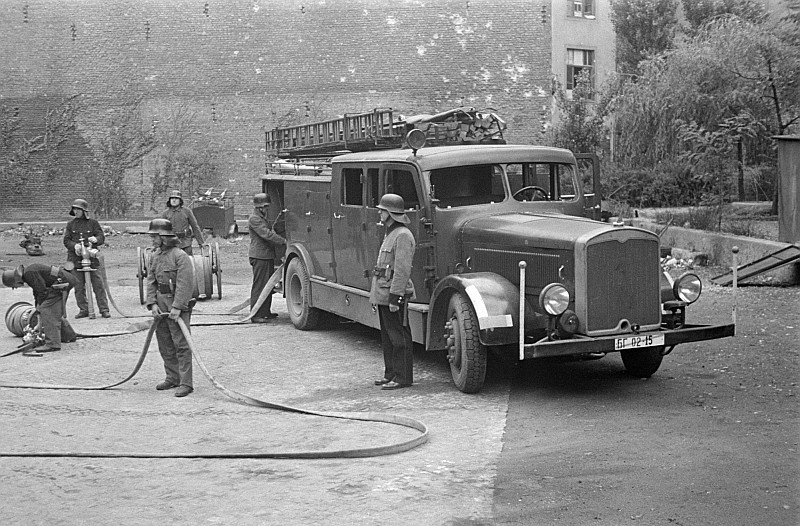
Berliner Feuerwehr im August 1945.

Am 15. Dezember 1933 wurde für die preußischen Berufsfeuerwehren die Bezeichnung „Feuerlöschpolizei“ eingeführt. Die Feuerwehren im gesamten Deutschen Reich wurden 1938 der Ordnungspolizei unterstellt und hießen fortan „Feuerschutzpolizei“. Bei den Novemberpogromen 1938 griff die NS-geführte Feuerschutzpolizei bis auf wenige Ausnahmen nicht ein, als die Synagogen in Brand gesteckt wurden.

### Eine Stadt – zwei Feuerwehren (1946–1990)
Nach Kriegsende waren von den ehemals 38 Berufsfeuerwehrwachen sechs unbrauchbar, und bei der Freiwilligen Feuerwehr waren von 51 Wachen drei total und zwölf teilweise zerstört. Am 21. November 1948 wurde die Berliner Feuerwehr in zwei getrennte Behörden, Ost und West, geteilt. In beiden Stadthälften entstanden in den 1950er Jahren die ersten Nachkriegs-Neubauwachen, Technik und Ausbildung entwickelten sich getrennt weiter. Im Jahr 1952 wurde die Ostberliner Feuerwehr als „Organ F“ in die Deutsche Volkspolizei eingegliedert. Die Ostberliner Feuerwehr bekam zum Schutz der in den 1950er Jahren errichteten Stalin-Allee (heute Karl-Marx-Allee) eine „West-Drehleiter“. Die von Metz hergestellte DL 52 mit einer Rettungshöhe von über 50 Metern verfügte bereits über einen Fahrkorb, der als Aufzug genutzt werden konnte. In den Tagen nach dem Mauerbau 1961 musste die West-Berliner Feuerwehr immer wieder ihre Sprungtücher aufspannen, weil Menschen aus Gebäuden auf der Demarkationslinie in den Westteil der Stadt sprangen.
In der Amtszeit von Landesbranddirektor Heinz Hoene wurde das Rettungsamt West-Berlin 1969 in die Feuerwehr eingegliedert. Seitdem ist die (West-)Berliner Feuerwehr auch für den Rettungsdienst verantwortlich. In Ost-Berlin wurde der Rettungsdienst bis zur Wiedervereinigung unabhängig von der Feuerwehr vom Rettungsamt wahrgenommen. Ab Anfang der 1980er Jahre hatte die West-Berliner Feuerwehr immer wieder mit Einsätzen bei Maikrawallen in Berlin-Kreuzberg zu tun. Dabei wurde in der Nacht des 1. Mai 1987 ein LF 16 der Feuerwache Berlin-Kreuzberg völlig zerstört.

### Wiedervereintes Berlin (seit 1990)

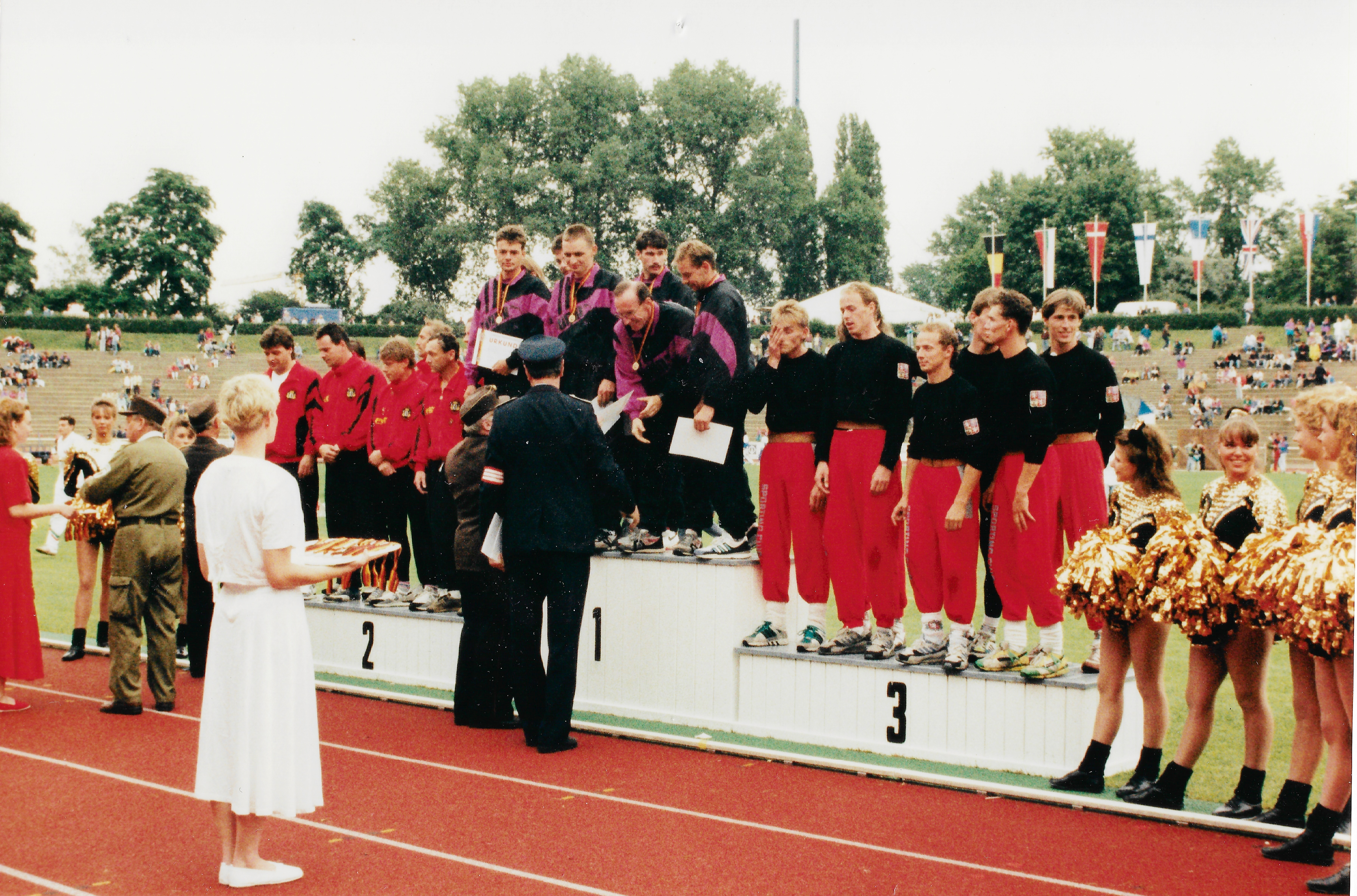
Siegerehrung Feuerwehr-Olympiade 1993 Disziplin Löschangriff Freiwillige Feuerwehren: von links Berlin, Beselich-Obertiefenbach und Tschechische Republik

Am 3. Oktober 1990, dem Tag der deutschen Wiedervereinigung, wurde die Ost-Berliner Feuerwehr (siehe: Feuerwehr in der DDR) Landesbranddirektor Wolfgang Scholz übergeben. Zu diesem Zeitpunkt lag die Personalstärke der Berufsfeuerwehr in West-Berlin bei 3788 und in Ost-Berlin bei 1112.
Am 18. März 1991 starben zwei Feuerwehrleute während eines Brandeinsatzes an einem Hochregallager. Die Drehleiter mit Korb, in der sie sich befanden, wurde durch eine einstürzende Wand getroffen, wobei sie aus dem Korb geschleudert wurden.
Mitte des Jahres 1992 wurde Albrecht Broemme zum Landesbranddirektor von Berlin ernannt.
Vom 11. bis 17. Juli 1993 fanden im Stadion Wilmersdorf in Berlin die X. Internationalen Feuerwehrwettkämpfe des CTIF (Feuerwehrolympiade) statt. Im Programm waren traditionelle internationale Feuerwehrwettbewerbe, internationale Feuerwehrsportwettkämpfe und internationale Jugendfeuerwehrwettbewerbe.
Die Berliner Feuerwehr lieferte sich im Herbst 1993 in der Feuerwache Wiesbaden mit der Freiwilligen Feuerwehr Beselich-Obertiefenbach einen Wettkampf im Hakenleitersteigen für die Frank-Elstner-Show Aber Hallo des Fernsehsenders RTL.
Aufgrund des höheren Verkehrsaufkommens und der zahlreichen neuen Verkehrsberuhigungsmaßnahmen in den Bezirken wurde in den Jahren 1993/94 ein neues Fahrzeugkonzept erprobt: Das Lösch-Hilfeleistungsfahrzeug 16/12, kurz „City-LHF“, war 2,2 Meter kürzer, 0,2 Meter schmaler und damit wendiger als die herkömmlichen LHF 16 der Berliner Feuerwehr. Nach der erfolgreichen Erprobungsphase wurden von 1994 bis 1997 41 Fahrzeuge dieses Typs beschafft.
In der Neujahrsnacht zum Jahr 2000 kam es zu einem Totalausfall der Leitstellen-IT einschließlich Rückfallebene. Es war für mehrere Stunden keine geordnete Abarbeitung von Notrufen möglich; als Behelf wurden Einsatzfahrzeuge auf Streifenfahrten geschickt. Ein Zusammenhang mit dem sogenannten Jahr-2000-Problem bestand dabei nur am Rande. Das betroffene Einsatzleitsystem FIS wurde im Jahr 2000 durch das modernere IGNIS und im Jahr 2017 durch dessen Nachfolger IGNIS-Plus ersetzt.
Nach der Ernennung des Landesbranddirektors Broemme zum Präsidenten des Technischen Hilfswerks im Mai 2006 wurde dessen Stellvertreter Wilfried Gräfling zunächst kommissarischer Leiter der Behörde und schließlich im November 2006 neuer Landesbranddirektor von Berlin.
Gräfling schied mit Ablauf des Juli 2018 aus dem Feuerwehrdienst aus und trat in den Ruhestand. Sein Nachfolger wurde zum 1. August 2018 Karsten Homrighausen.
Im Jahr 2018 kam es unter dem Schlagwort „Berlin brennt“ zu Protestaktionen der Feuerwehr vor dem Roten Rathaus und politischen Diskussionen im Senat und Abgeordnetenhaus. Als Ursache werden die steigende Zahl der Einsätze, mangelhafte Ausstattung mit Fahrzeugen und Material sowie der Personalmangel identifiziert – vor der Wende hatte allein West-Berlin mehr Feuerwehrleute als 2018 die gesamte Stadt.
Am 18. Juni 2021 beging die Berliner Feuerwehr den 170. Jahrestag ihrer Gründung.
Seit dem 25. März 2025 werden Notrufe nach einem neuen Schema nach Dringlichkeit priorisiert abgearbeitet. Grundlage zur Einschätzung sind fünf Kategorien. Hintergrund für das neue Konzept ist eine steigende Zahl eingehender Notrufe und es dient der Entlastung des Rettungsdienstes.

## Auftrag

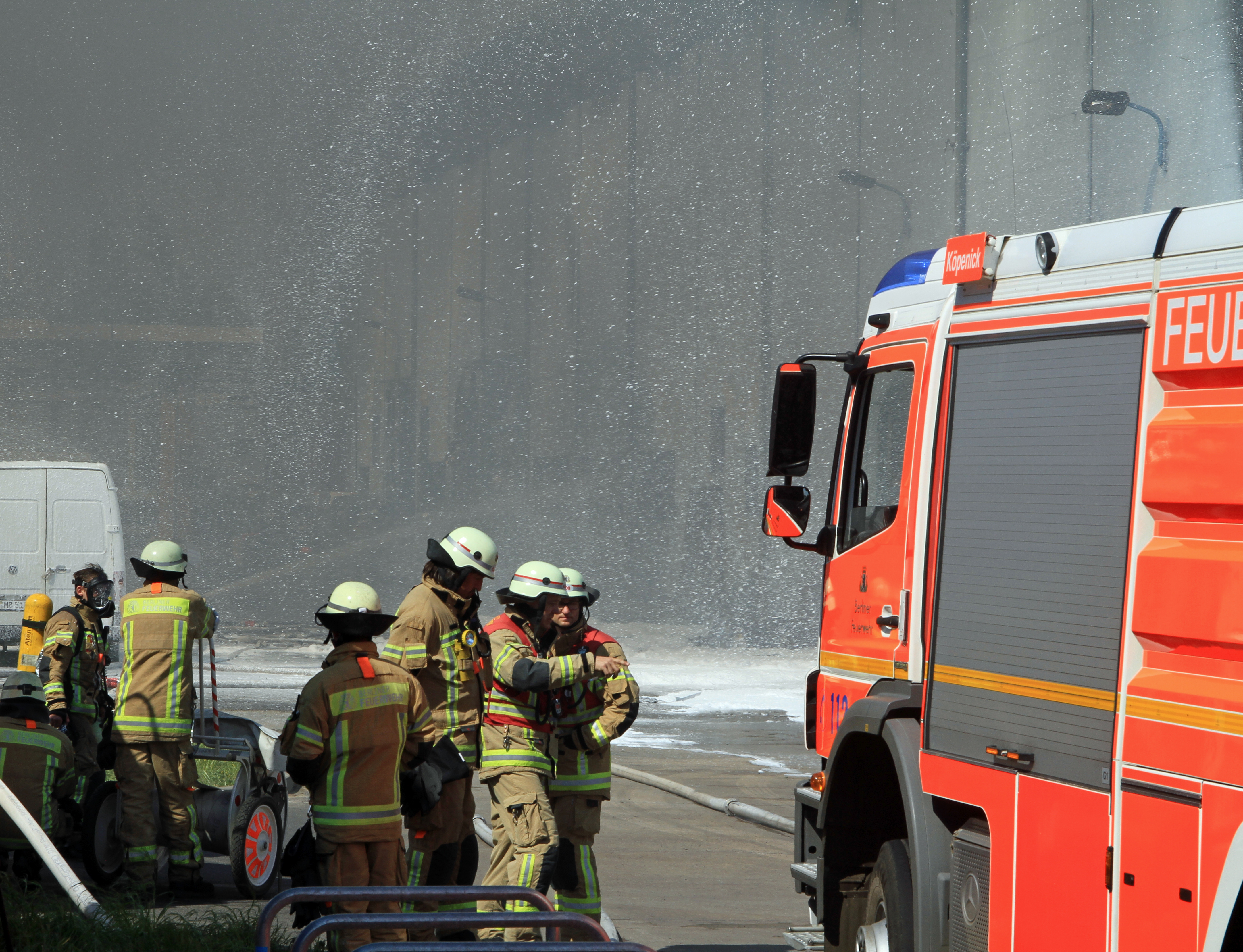
Feuerwehrleute bei der Brandbekämpfung, 2016

Die Berliner Feuerwehr hat gemäß § 3 Feuerwehrgesetz (FwG) Berlin den Auftrag für die Brandbekämpfung, die Gefahrenabwehr, den vorbeugenden Brandschutz, den Katastrophenschutz und den Rettungsdienst. Im Zuständigkeitsgebiet der Berliner Feuerwehr gibt es außerdem die Flughafenfeuerwehr, drei Werkfeuerwehren und drei Betriebsfeuerwehren. Diese privaten Feuerwehren stehen in engem fachlichen Kontakt zur Berliner Feuerwehr und werden, mit Ausnahme der Betriebsfeuerwehren, bei besonderen Einsätzen hinzu alarmiert.
Das Feuerwehrmuseum Berlin in Berlin-Tegel zeigt in einer Ausstellung die Geschichte der Berliner Feuerwehr.

## Organisation
Die Berliner Feuerwehr hat im Jahr 2022 über insgesamt 35 Feuer- und Rettungswachen der Berufsfeuerwehr, 59 Freiwillige Feuerwehren und 44 Rettungswachen verfügt. Hinzu kamen 48 Jugendfeuerwehren (Stand 2020). Einnahmen von 118,2 Millionen Euro, vornehmlich aus Gebühren, standen im Jahr 2022 Ausgaben in Höhe von 416,8 Millionen Euro gegenüber.
Die urbanen Teile Berlins mit hoher Bevölkerungsdichte sind von Berufsfeuerwachen abgedeckt, die rund um die Uhr besetzt sind. Ihre Einsatzkräfte arbeiten im 12-Stunden-Schichtdienst. Einige Berufsfeuerwachen haben zusätzlich Freiwillige Feuerwehren (Typ B) im Haus, die bei Bedarf unterstützend tätig werden. In den Außenbezirken verfügen die Freiwilligen Feuerwehren (Typ A) über eigene Ausrückbereiche, in denen sie die Erstzuständigkeit bei Einsätzen haben.
Die Fahrzeuge, technische Ausrüstung und Schutzkleidung der Freiwilligen Feuerwehren entsprechen denen der Berufsfeuerwehr.

### Behördenstruktur
Im Rahmen der Vorstellung des Projekts 2020 wurde am 18. November 2019 bekannt gegeben, dass die Berliner Feuerwehr neu strukturiert wird und das seit 20 Jahren genutzte Direktionenmodell abschafft. Die bis dahin existierenden Direktionen und Service-Einheiten wurden durch neue Abteilungen ersetzt.

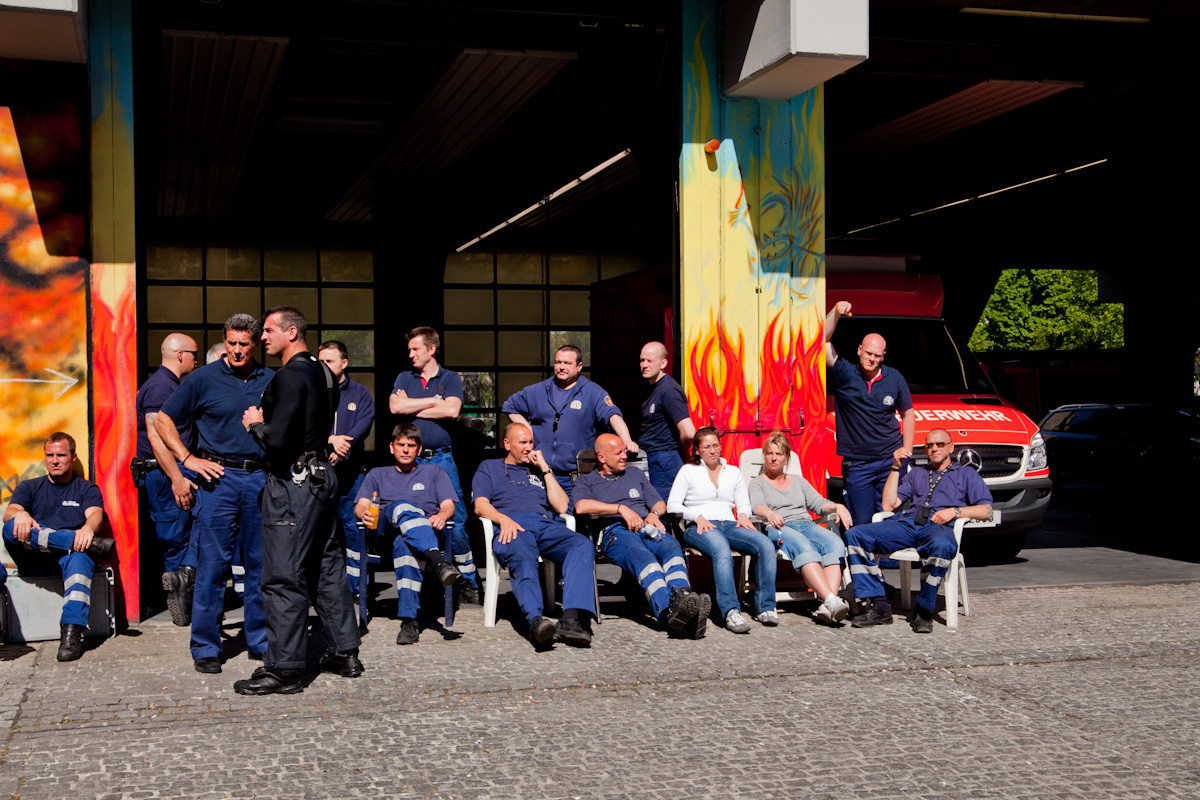
Berufsfeuerwehrmänner und Feuerwehrfrauen in Berlin-Kreuzberg

Wegen der COVID-19-Pandemie verzögerte sich die Strukturumsetzung, welche letztlich erst Mitte 2021 vollzogen wurde.

#### Behördenleitung
- Landesbranddirektor
- Ständiger Vertreter des Landesbranddirektors
- Ärztlicher Leiter Rettungsdienst

An die Behördenleitung angegliedert sind die Interne Revision, der Landesbeauftragte der Freiwilligen Feuerwehren sowie der Leitungsstab mit seinen nachgeordneten Bereichen.

#### Abteilung Einsatzvorbereitung Brand- und Bevölkerungsschutz / Technische Gefahrenabwehr
- Einsatzplanung
- Veranstaltungssicherheit
- Vorbeugender Brand- und Gefahrenschutz

#### Abteilung Einsatzvorbereitung Rettungsdienst
- Grundsatz
- Qualitätsmanagement
- Organisation und Planung
- Vorbeugender Rettungsdienst[44]

#### Abteilung Einsatzsteuerung
- Informations- und Kommunikationstechnik
- Leitstelle
- Führung und Lage

#### Abteilung Einsatzbetrieb
- Einsatzorganisation
- Operatives Controlling
- Freiwillige Feuerwehr
- Einsatzbereiche 1 bis 7

| EB | örtliche Zuständigkeit                                                          |
| -- | ------------------------------------------------------------------------------- |
| 1  | Bezirk Friedrichshain-Kreuzberg und Teile des Bezirks Mitte                     |
| 2  | Bezirke Pankow und Reinickendorf                                                |
| 3  | Bezirke Charlottenburg-Wilmersdorf und Spandau                                  |
| 4  | Bezirke Steglitz-Zehlendorf und Tempelhof-Schöneberg                            |
| 5  | Bezirke Neukölln und Treptow-Köpenick                                           |
| 6  | Bezirke Lichtenberg und Marzahn-Hellersdorf                                     |
| 7  | Teile des Bezirks Mitte und stadtweit einsetzbar (OE RD und Technischer Dienst) |

#### Berliner Feuerwehr- und Rettungsdienst-Akademie
- Planung und Verwaltung
- Führung und Einsatz
- Rettungs- und Notfallmedizin

#### Abteilung Zentraler Service
- Projekt- und Prozessmanagement
- Personal
- Finanzen
- Recht
- Bauplanung und Gebäudemanagement
- Technik und Logistik

### Freiwillige Feuerwehr
Die Freiwilligen Feuerwehren der Berliner Feuerwehr sind Mitglieder im Landesfeuerwehrverband Berlin (LFV). Der LFV Berlin ist Mitglied des Deutschen Feuerwehrverbandes (DFV) mit Sitz in Berlin.

### Ausbildung
Die Aus- und Fortbildung ist in der Berliner Feuerwehr- und Rettungsdienst-Akademie in Reinickendorf (⊙) konzentriert. Die Ausbildung richtet sich im Grundsatz nach den gleichen Vorgaben wie in anderen Bundesländern nach der der Feuerwehr-Dienstvorschrift 2.

## Feuerwachen
Das größte Gelände der Berliner Feuerwehr befindet sich am Nikolaus-Groß-Weg im Stadtteil Charlottenburg-Nord. Neben der normalen Feuerwache ist hier außerdem der Technische Dienst I mit diversen Sonderfahrzeugen stationiert. Ebenfalls befinden sich an diesem Standort die Leitstelle, die Zentralwerkstatt, die Kleiderkammer, die IT-Abteilung mit Fernmeldeeinsatzdienst sowie Teile der Verwaltung.

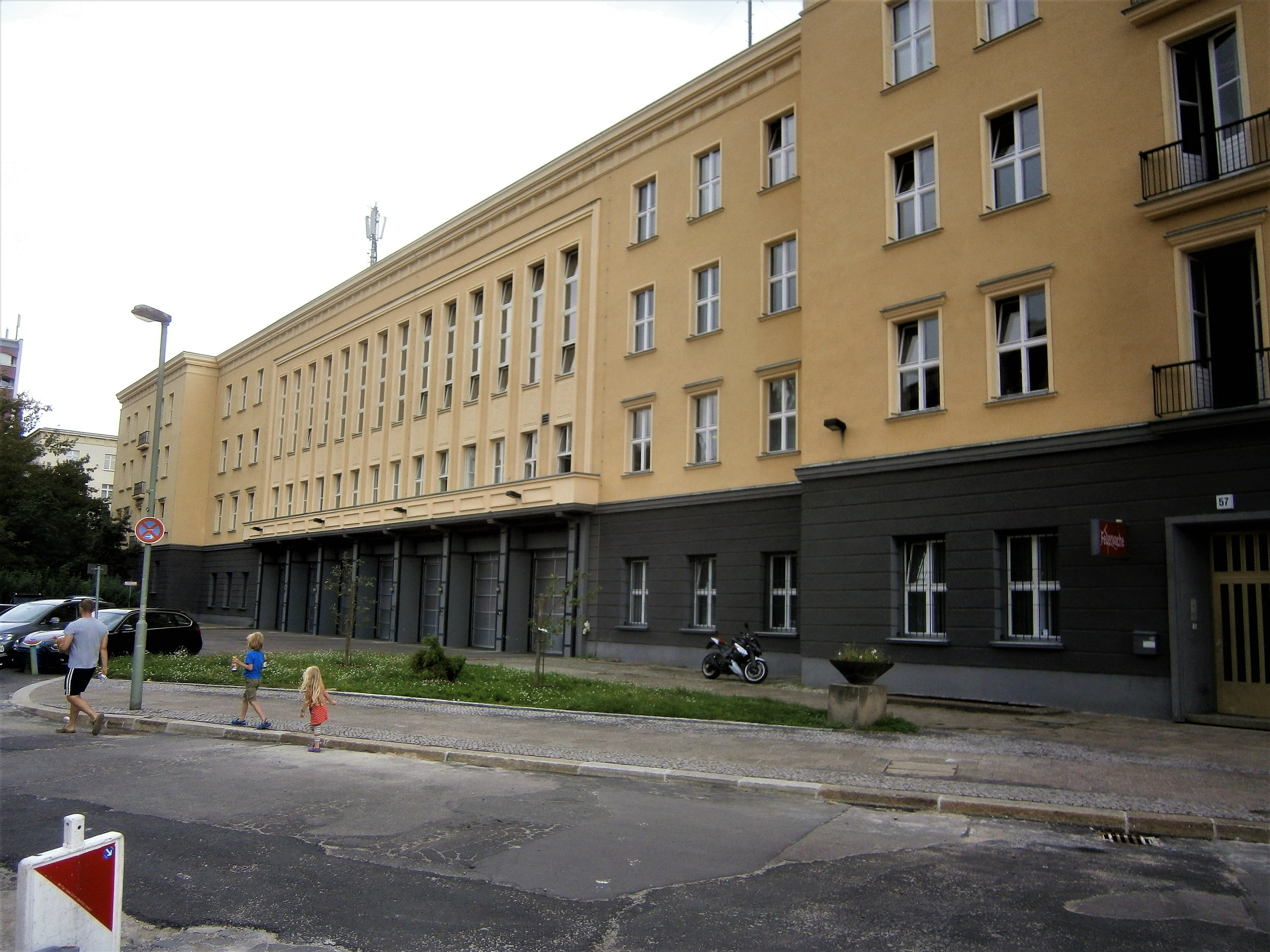
Feuerwache Friedrichshain
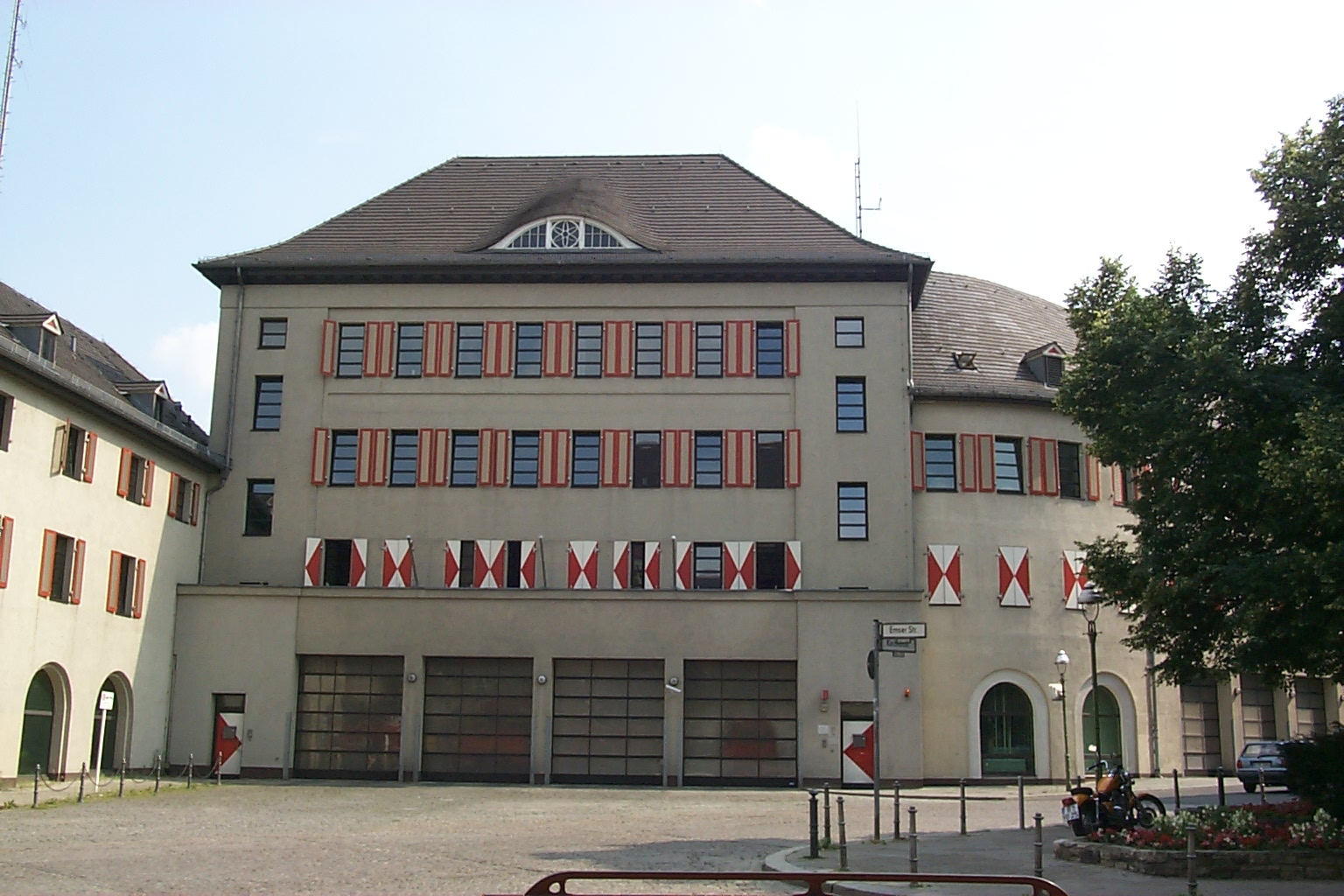
Feuerwache Neukölln
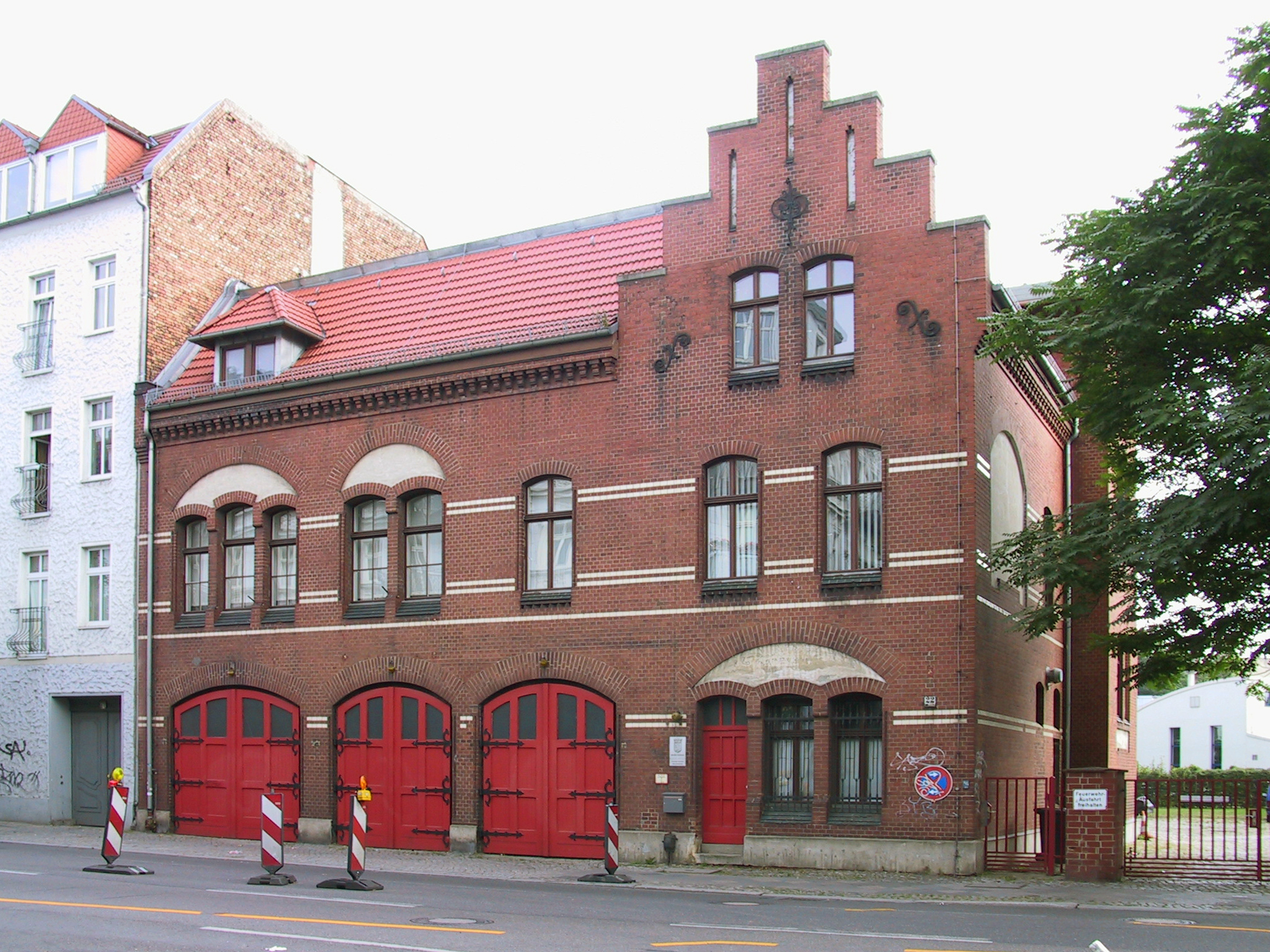
Feuerwache Oberschöneweide
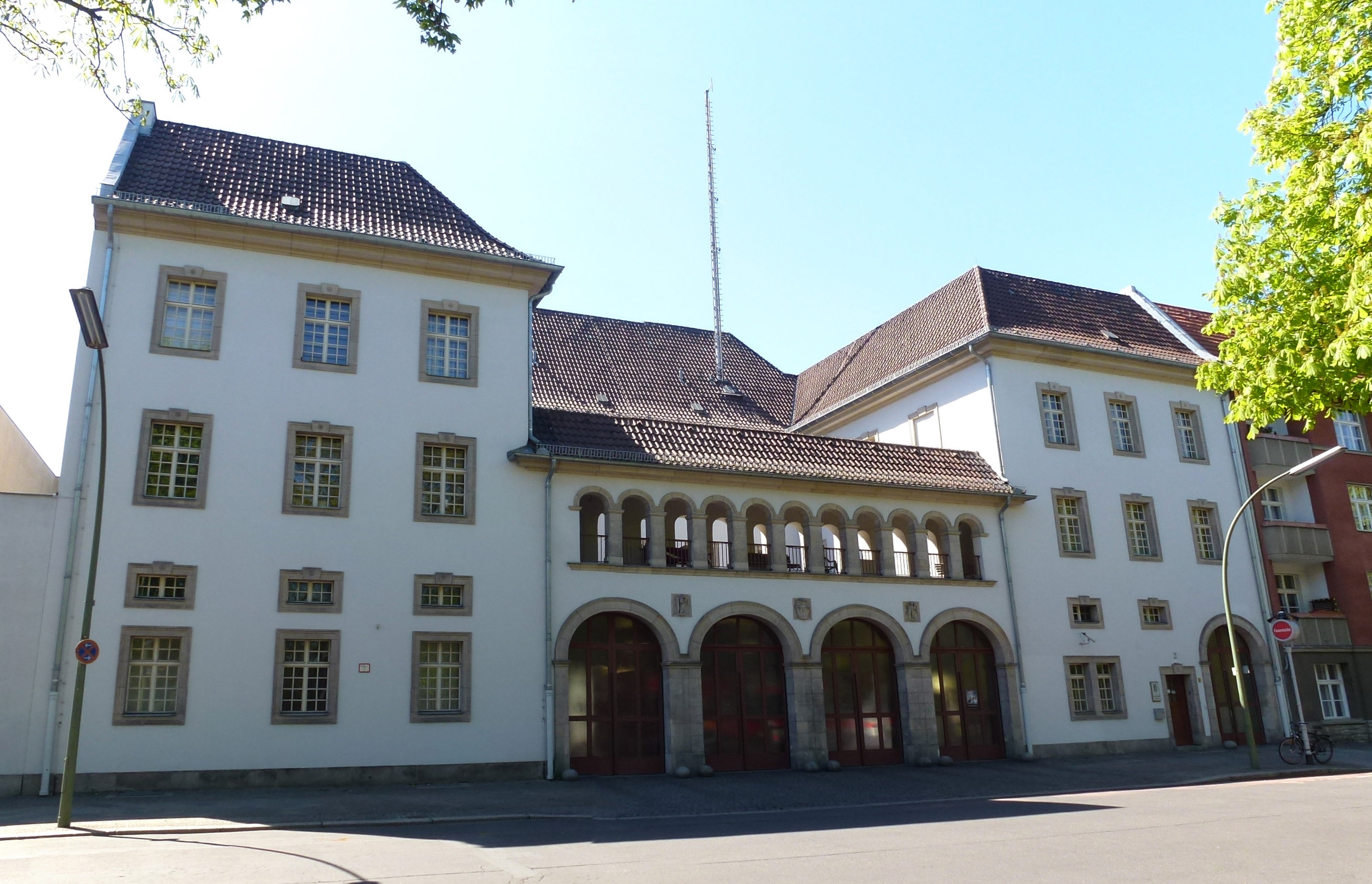
Feuerwache Schillerpark
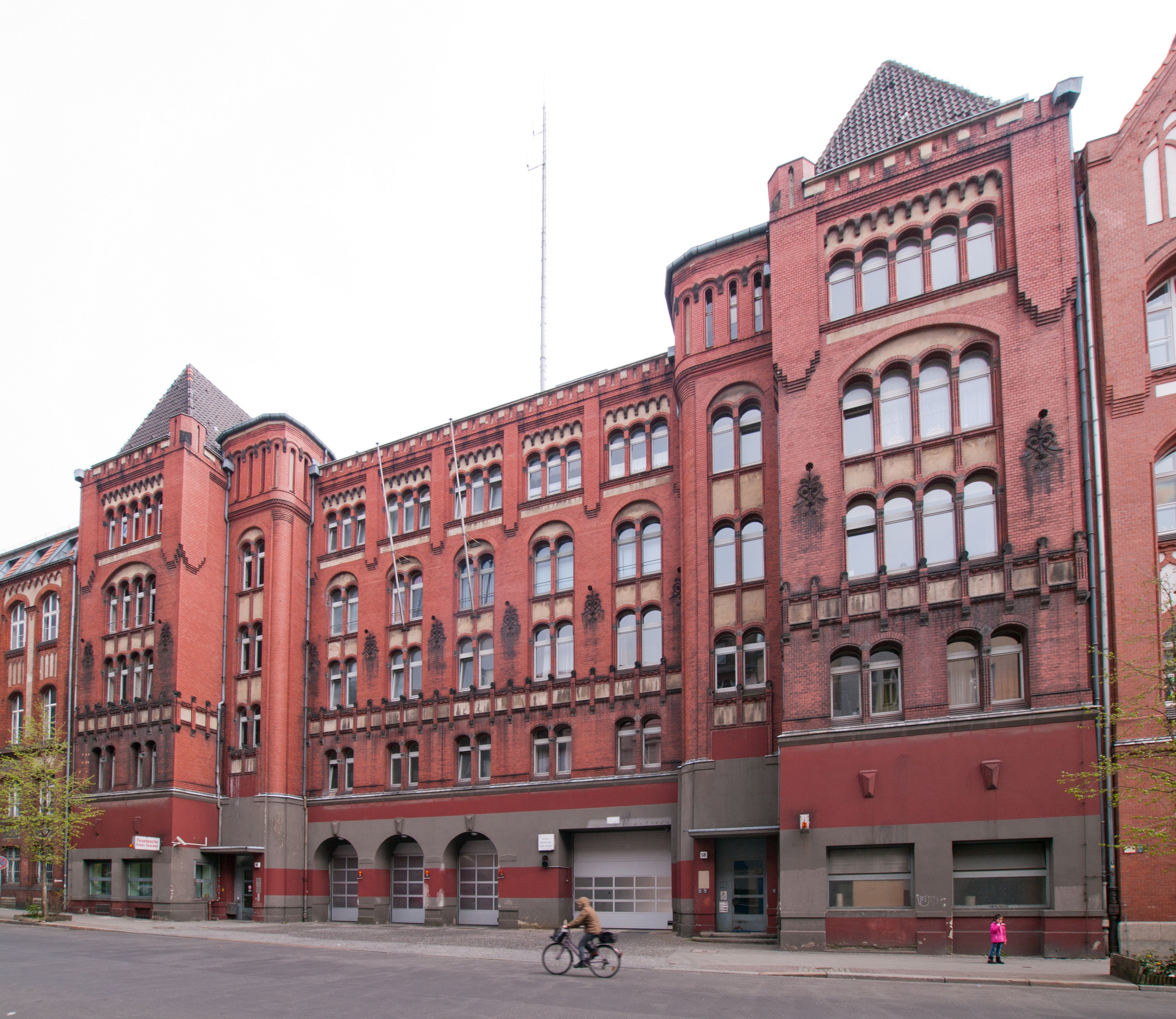
Feuerwache Schöneberg
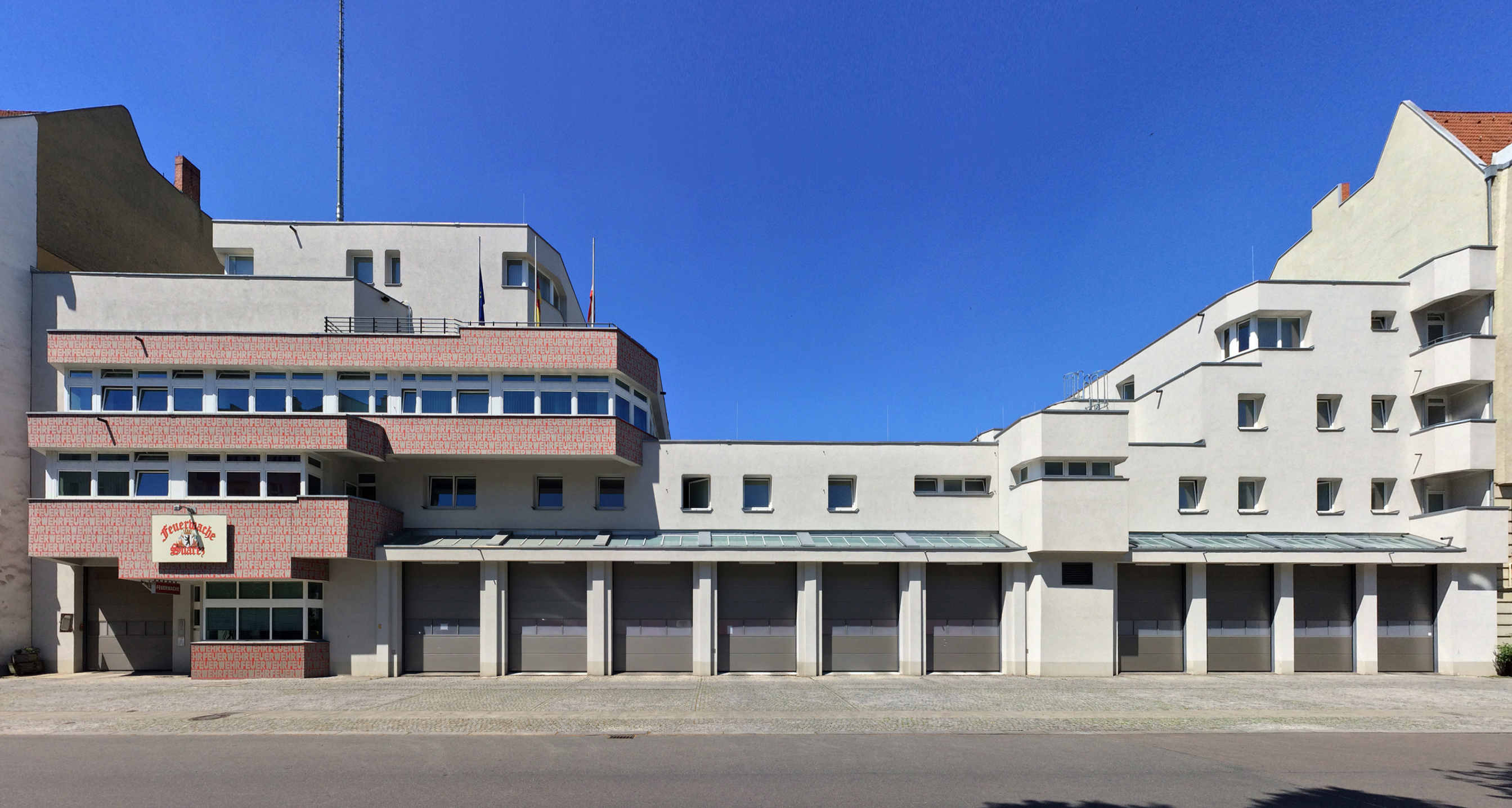
Feuerwehrwache Suarez
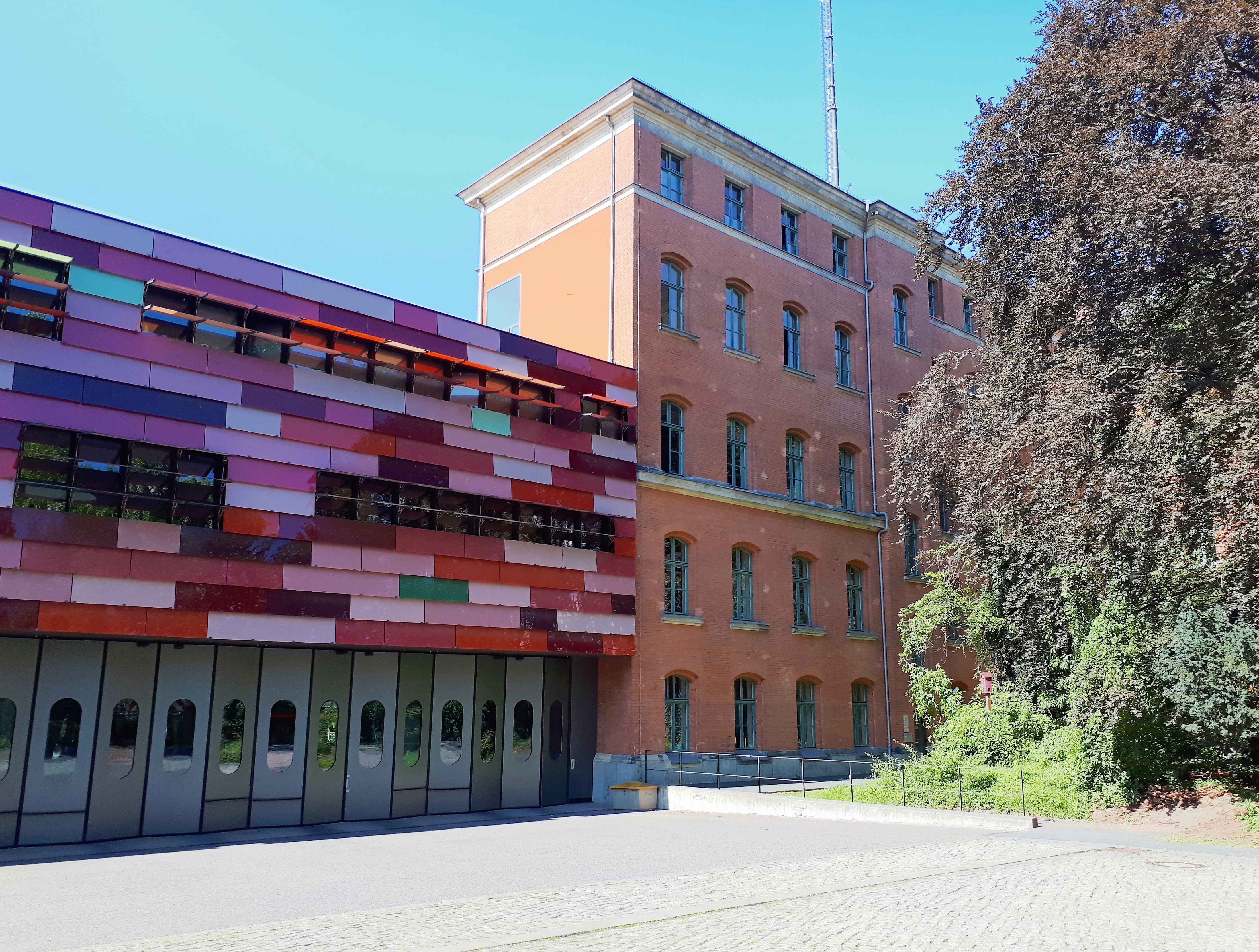
Feuerwache Tiergarten

### Spezialeinheiten
- Technischer Dienst I und II (Rüstgruppe, Tauchgruppe, Atemschutzgruppe, Umweltschutzgruppe, Schaumgruppe), stationiert an den Standorten Charlottenburg-Nord und Marzahn
- Fernmeldeeinsatzdienst für die Entstörung der IT-Systeme außerhalb der regulären Büroarbeitszeit der IT-Fachabteilungen, Besetzung eines ELW 2 zur Führungsunterstützung sowie Betrieb einer Einsatzdrohne (stationiert am Standort Nikolaus-Groß-Weg beim Zentralen Service Informationstechnik)
- Höhenrettungsdienst (stationiert auf der Berufsfeuerwache Marzahn)
- Fachgruppe Pyrotechnik (Schadensdarstellungen mit oder ohne pyrotechnische Mittel, Öffentlichkeitsarbeit, Prävention und Beratung; stationiert auf der Berufsfeuerwache Marzahn)
- Musikzug der Berliner Feuerwehr e. V.

## Ausrüstung

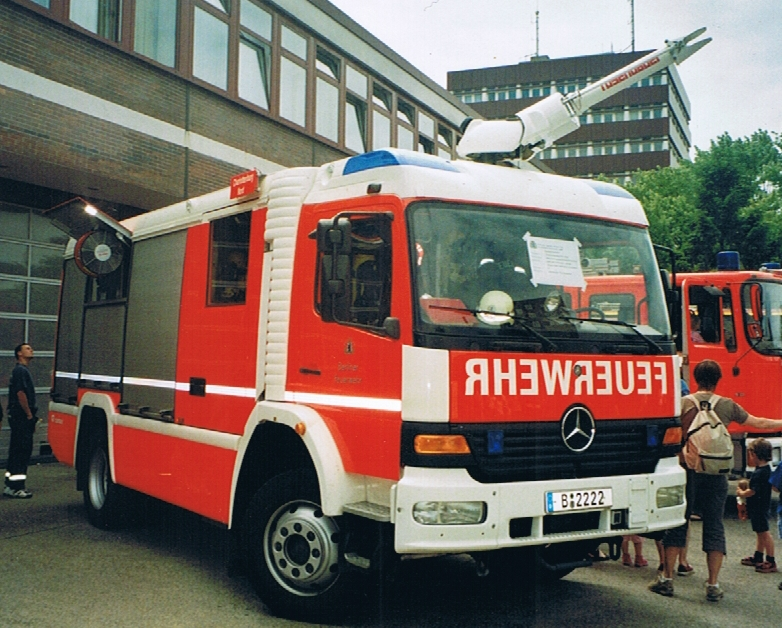
TLF 24/40 mit Sonderausstattung

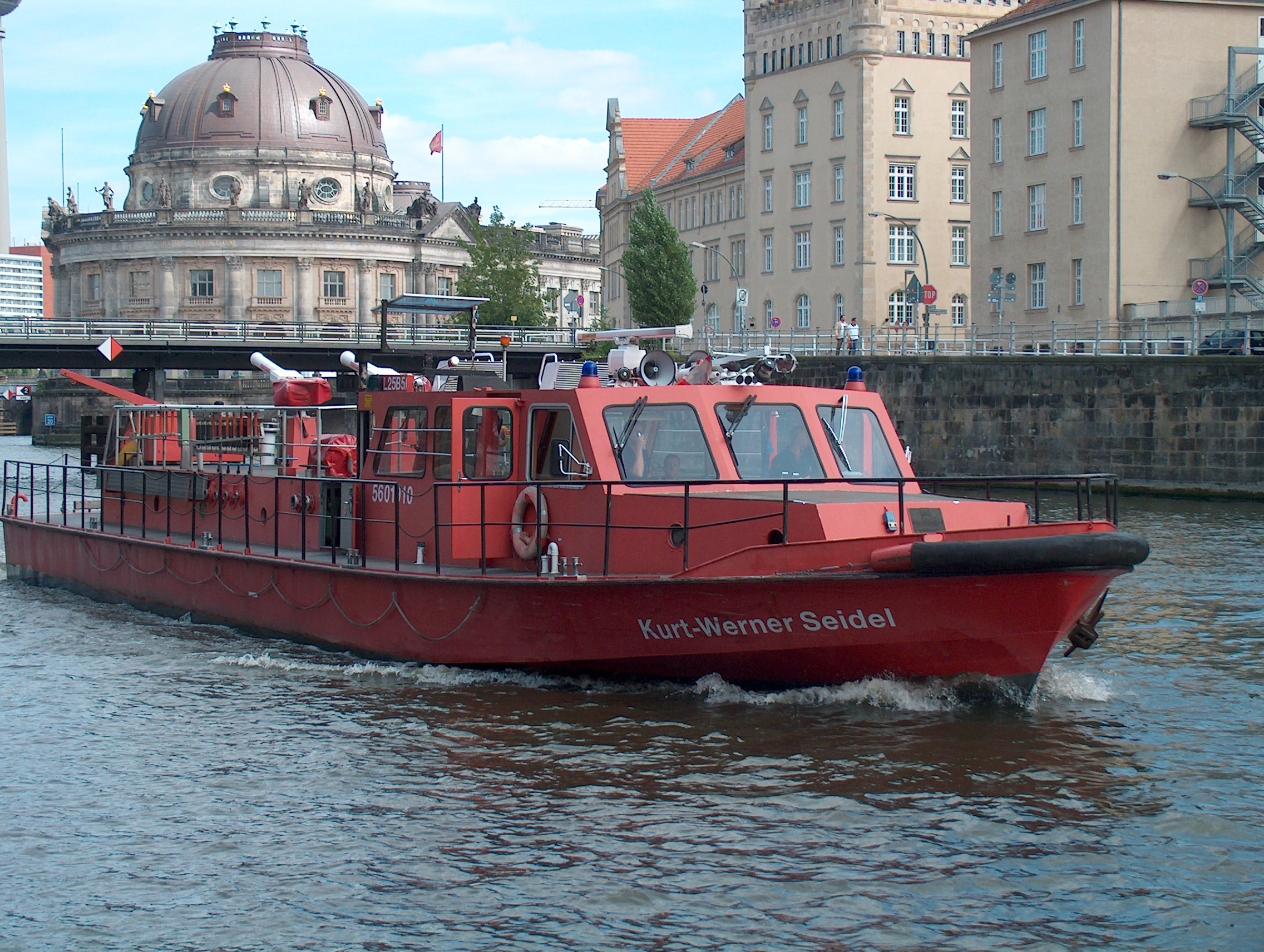
Löschboot Kurt-Werner Seidel der Berliner Feuerwehr

Die Berliner Feuerwehr verfügt über einen Fahrzeugbestand von insgesamt 1.081 Fahrzeugen. Darunter sind unter anderem 216 Löschfahrzeuge (LHF/LF), 48 Hubrettungsfahrzeuge/Drehleitern (DLK), 315 Rettungswagen (RTW) und andere Rettungsdienstfahrzeuge, 42 Abrollbehälter (AB), 95 Anhänger und zwei Feuerlöschboote.
Neben den Drehleitern steht der Berliner Feuerwehr auch ein Teleskopmastfahrzeug zur Verfügung. Der Feuerwehrteleskopmast TM 50 der Firmen Metz Aerials/WUMAG auf MAN-TGA-Fahrgestell wird zur Menschenrettung und zur Brandbekämpfung in großen Höhen eingesetzt. Erreicht wird eine Arbeitshöhe von bis zu 50 Metern.
Unter anderem zur Sicherung des 2,4 km langen Tunnels Tiergarten Spreebogen (TTS) und der Stadtautobahn wurde das Tanklöschfahrzeug (TLF) 24/40 mit Sonderausstattung angeschafft. Alle Plätze der Staffelkabine sind mit Atemschutzgeräten ausgestattet. Zusätzlich können seitlich Lüfter ausgeklappt werden. Das TLF 24/40 verfügt über einen Vorrat von 4000 l Löschwasser und 400 l Schaummittelkonzentrat. Das Fahrzeug wird auch bei Flächen- und Waldbränden eingesetzt.
Seit dem 30. Juli 2020 erprobt die Berliner Feuerwehr vier Einsatzdrohnen, die mit Wärmebildkameras zum Aufspüren von Brandherden und Glutnestern ausgestattet sind. Bereits am Nachmittag desselben Tages wurden diese beim Brand eines Dachgeschosses erstmals real eingesetzt.

### Fahrzeuge

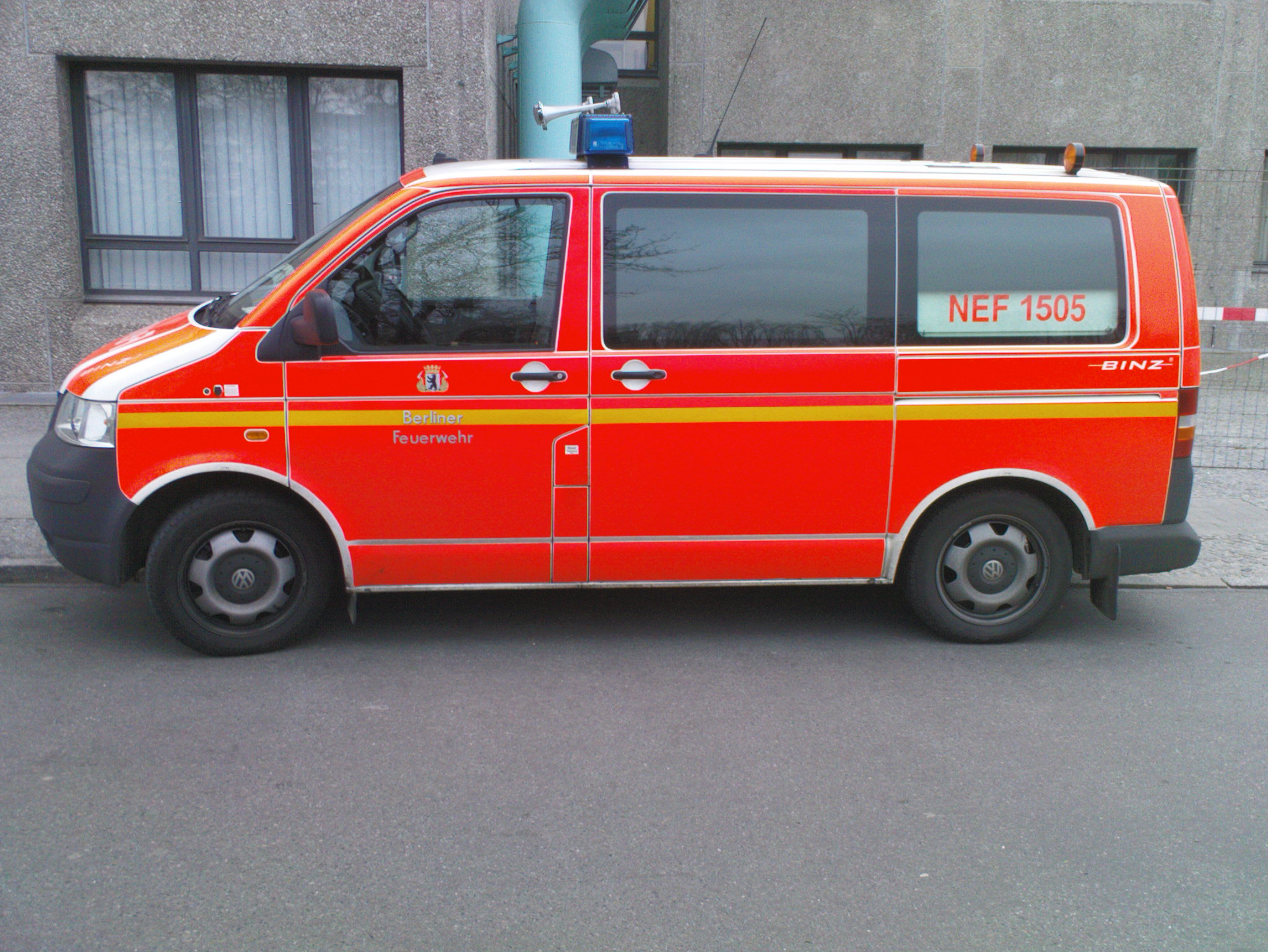
NEF der Berliner Feuerwehr in altem Design

Das Lösch- und Hilfeleistungsfahrzeug (LHF) ist ein spezielles Fahrzeugkonzept der Berliner Feuerwehr. Es handelt sich dabei um Fahrzeuge, die sowohl zur Brandbekämpfung als auch zur technischen Hilfeleistung eingesetzt werden können. Ihre Beladung ähnelt stark der von Hilfeleistungslöschgruppenfahrzeugen, sie sind jedoch kürzer und deshalb wendiger.
LHF 16/16
Das erste LHF wurde Anfang 1983 bei der Berliner Feuerwehr in Dienst gestellt. Gegenüber den damals üblichen Löschgruppenfahrzeugen und Tanklöschfahrzeugen ist das LHF umfangreicher mit Geräten zur technischen Hilfeleistung ausgestattet. Es sollte ein Allround-Fahrzeug für Brandbekämpfung und Hilfeleistung sein, das mit einer Staffel von sechs Mann auch autark agieren kann.
Das Lösch- und Hilfeleistungsfahrzeug 16/16 verfügt über eine Feuerlöschpumpe mit einer Leistung von 1600 Liter/min bei 8 bar, einen Löschwasser-Behälter mit 1600 Liter und einen festinstallierten Schaummittel-Behälter mit 400 l Löschschaum. Zur technischen Hilfeleistung ist das Fahrzeug mit einem hydraulischen Rettungssatz bestehend aus Rettungsschere, Spreizer und Rettungszylinder mit zusätzlicher Handpumpe ausgestattet.
LHF 16/12 City
Das LHF 16/12 City wird seit 1994 bei der Berliner Feuerwehr eingesetzt. Gegenüber dem Vorgänger ist es in der Länge um 2,2 Meter und in der Breite um 0,20 Meter geschrumpft, was eine bessere Wendigkeit im Straßenverkehr bedeutet.
Das LHF 16/12 hat ebenfalls eine Feuerlöschpumpe mit einer Leistung von 1600 Liter/min bei 8 bar. Der Löschwasser-Behälter beinhaltet nur noch 1200 Liter Wasser, der festinstallierte Schaummittel-Behälter noch 100 Liter Löschschaum. Zur technischen Hilfeleistung ist das Fahrzeug wie sein Vorgänger mit tragbarem Stromaggregat und Rettungssätzen ausgestattet. Das LHF 16/12 gibt es auch als Allrad-Variante.
LHF 20/12 DLS
Seit Anfang 2007 ist eine neue LHF-Generation im Einsatz, welche mit Druckluftschaumanlagen (DLS engl. CAFS) ausgerüstet ist.
Das LHF 20/12 verfügt über eine Feuerlöschpumpe mit einer Leistung von 2000 Liter/min bei 10 bar, 1200 Liter Löschwasser, 100 Liter Löschschaum und eine DLS-Anlage (CAFS 1000 bzw. 1200). Zur technischen Hilfeleistung ist das Fahrzeug mit einem hydraulischen Rettungssatz ausgestattet. Das Fahrzeug ist mit einem Automatikgetriebe und einer Rückfahrkamera ausgerüstet.
LHF 20/8

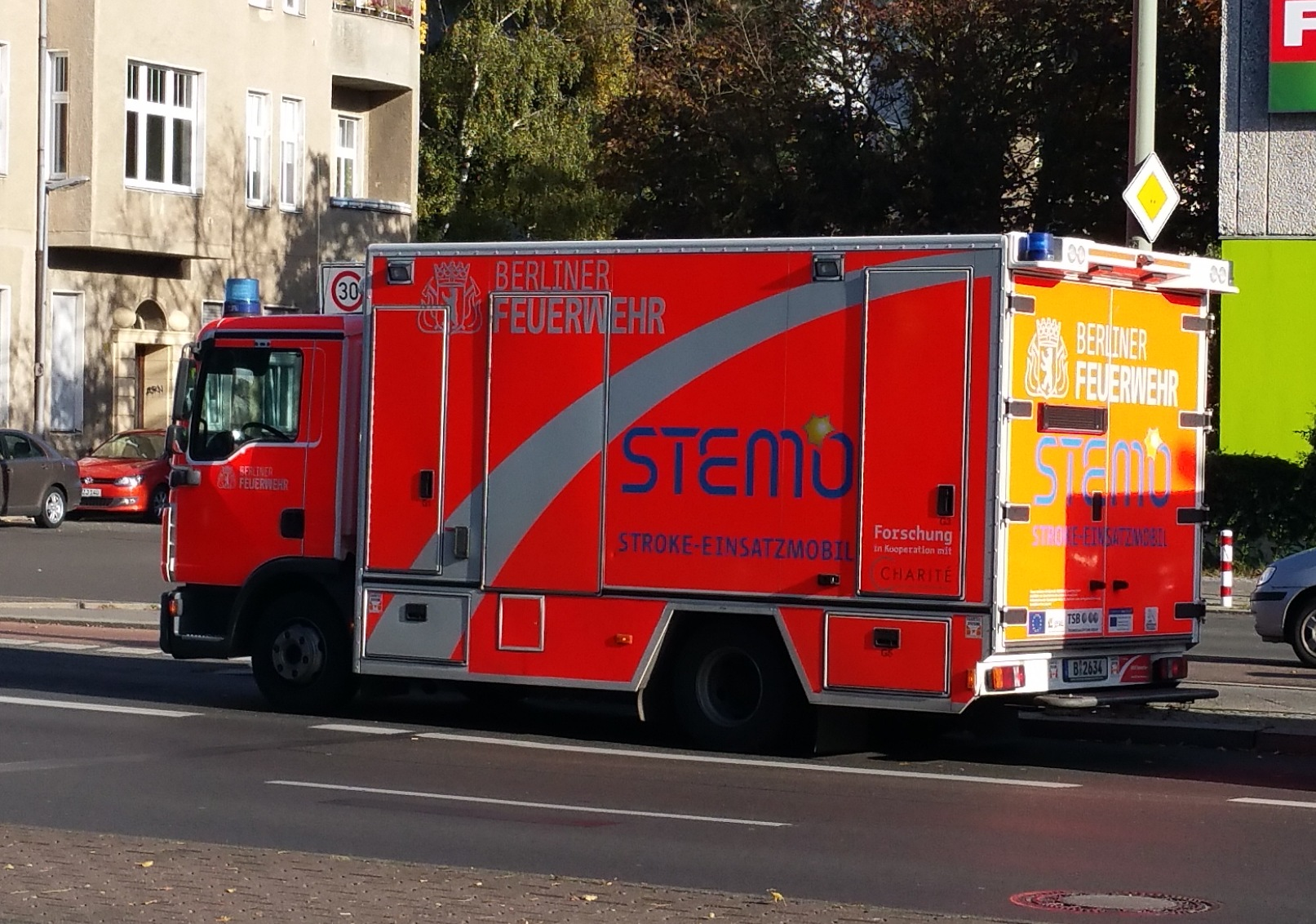
Einsatzmobil der Berliner Feuerwehr

Die aus Mitteln des Konjunkturpaketes beschafften LHF 20/8 gehören zu den neusten Fahrzeugen der Freiwilligen Feuerwehren Berlins. Dieser Typ wurde nur für die Freiwilligen-Abteilungen beschafft und nicht für die Berufsfeuerwehr. Das LHF 20/8 baut auf einem Mercedes Atego mit Allradantrieb auf und verfügt über einen 800-Liter-Wassertank (Eingebaut ist ein 1000-Liter-Wassertank). Der Aufbau stammt von Rosenbauer. Die Besatzung beträgt 1:8. Die Pumpen fördern 2000 Liter/min bei 10 bar.
LHF 10/5
Im Jahr 2011 konnten zwei LHF 10/5 als Ersatz für die in die Jahre gekommenen LHF-K beschafft werden. Die Fahrzeuge sind die kleinsten LHF in Berlin. Sie sind wie die LHF 20/8 nur für die Freiwilligen Feuerwehren beschafft worden, weil die Platzverhältnisse keine größeren LHF zuließen (Brücken, zu kleine Feuerwehrhäuser). Allerdings steckt in den Fahrzeugen fast dieselbe Ausrüstung wie in den größeren Löschfahrzeugen. Als Fahrgestell wählte man ein Mercedes-Benz Vario 818D mit einem Aufbau von Rosenbauer (Compactline) aus.
Stationiert wurden die Fahrzeuge in Rauchfangswerder und Wilhelmshagen. Der Löschwasserinhalt beträgt 500 Liter Wasser. Als Pumpe hat das Fahrzeug eine TS (10/1000).
eLHF
Im September 2020 wurde das weltweit erste elektrobetriebene Lösch- und Hilfeleistungsfahrzeug (eLHF) bei der Berliner Feuerwehr zur Erprobung in Dienst gestellt. Es resultiert aus einem Projekt des Programms für nachhaltige Entwicklung (BENE 1213-B4-N), welches aus dem Europäischen Fonds für regionale Entwicklung kofinanziert wird. Das eLHF soll bei seinen Einsatzfahrten und der gesamten Löschtechnik rein elektrisch betrieben werden und wird während der Bereitschaftszeiten auf der Feuerwache, bei Bedarf aber auch direkt an Einsatzstellen, über ein Schnellladesystem geladen. Um Höchstansprüche zu testen, wurde das neue Fahrzeug vom Typ Rosenbauer RT auf den stark frequentierten Innenstadtwachen Schöneberg und Suarez sowie auf der Lehrrettungswache in Mitte eingesetzt. Die Probephase dauerte bis 2022. In dieser konnten 90,7 Prozent der Einsätze rein elektrisch gefahren werden. Bei zehn Einsätzen sei ein Range Extender genutzt worden. Nach diesem erfolgreichen Probebetrieb wurde die Beschaffung von vier weiteren Fahrzeugen angekündigt.
Rettungswagen

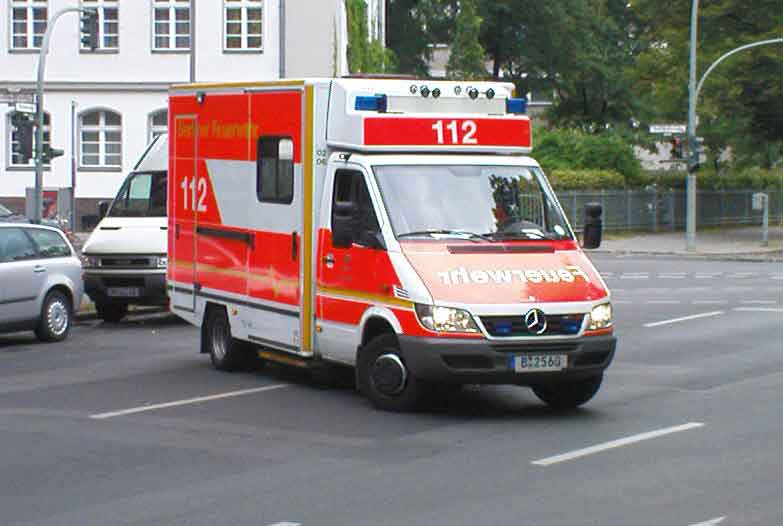
RTW der Berliner Feuerwehr

Die Berliner Feuerwehr ist für den Rettungsdienst der Stadt zuständig; die überwiegende Mehrheit der jährlich absolvierten Einsätze sind Rettungseinsätze. Bei der Berliner Feuerwehr kommen als Rettungswagen hauptsächlich Fahrzeuge des Typs Mercedes-Benz Sprinter mit Kofferaufbau zum Einsatz. Diese Bauweise, bei der der Koffer vom Fahrgestell gelöst werden kann, ermöglicht einen separaten Austausch von Koffer oder Fahrgestell nach einem Unfall oder bei technischem Defekt. So ist nicht das komplette Fahrzeug durch den Werkstattaufenthalt lahmgelegt, sondern nur das jeweils beschädigte Teil. Die Berliner Rettungswagen sind seit der Beschaffungsserie 2021 mit den elektrischen Tragen der Firma Stryker ausgestattet. Ältere Rettungswagen fahren mit manuellen Tragen der Firma Stollenwerk. Für die Vitalzeichenüberwachung nutzt die Berliner Feuerwehr den corpuls C3T slim. In der vorherigen Beschaffungsserie wurden ZOLL X-Serie Monitore angeschafft.
Die Berliner Feuerwehr fährt mit einem ZWEI-Rucksack-System: Alles rund um die Atmung und Atemwege in einem blauen Rucksack und für alle anderen Notfälle in einem roten. Zusätzlich gibt es für Kindernotfälle eine Kindernotfalltasche.
Darüber hinaus gibt es Rettungswagen I für Patienten mit hochansteckenden Krankheiten, den Rettungswagen S für den Transport überschwerer Notfallpatienten und das Stroke-Einsatz-Mobil (STEMO) für Schlaganfallpatienten.
Sobald 90 Prozent der Rettungswagen in Berlin im Einsatz sind, ruft die Leitstelle den „Ausnahmezustand Rettungsdienst“ aus und disponiert Feuerwehrleute von Löschfahrzeugen auf Rettungswagen. Im Jahr 2018 geschah dies 41 Mal, vom 1. Januar 2021 bis 15. November 2021 149 Mal, was zu verzögerten Eintreffzeiten führte.
Darüber hinaus gibt es auch planmäßige Ausnahmezustände, etwa den „Ausnahmezustand Silvester“. 2022 wurde etwa am 31. Dezember um 19:55 Uhr planmäßig der sogenannte „Ausnahmezustand Silvester“ ausgerufen. Das bedeutet, dass zusätzliche Führungsdienste eingesetzt und die Personalstärke auf den Wachen sowie den Organisationseinheiten und der Leitstelle erhöht wurden. Zusätzlich wurde der Stab Feuerwehr einberufen, um kontinuierlich die Lage in der Stadt zu beurteilen. Weiterhin wurden Freiwillige Feuerwehren, die Hilfsorganisationen, Rettungsdienstpersonal der Bundeswehr und die Bundesanstalt Technisches Hilfswerk einbezogen und unterstützten die Kräfte der Berufsfeuerwehr.
eRTW
Im April 2023 begann der Probebetrieb des ersten elektrisch angetriebenen Rettungswagens (eRTW) der Berliner Feuerwehr. Für die Dauer des Tests auf den Feuerwachen 4400 (Schöneberg) und Suarez (3300) blieb das Fahrzeug Eigentum des Aufbauherstellers Wietmarscher Ambulanz- und Sonderfahrzeug GmbH (WAS) und fuhr mit Emsländer Kennzeichen. Im Anschluss an den Probebetrieb wurde das Fahrzeug überholt und von der Berliner Feuerwehr übernommen.
Es handelt sich um eines von mehreren Fahrzeugen, die von WAS auf einem elektrifizierten Mercedes-Benz Sprinter realisiert wurden, ein weiterer eRTW ging kurz zuvor in Hannover in Dienst. Da ein elektrischer Sprinter von Mercedes zu diesem Zeitpunkt noch nicht erhältlich war, arbeitete WAS mit der Orten Electric Trucks GmbH zusammen – Orten ersetzt den konventionellen Antriebsstrang serienmäßiger Nutzfahrzeuge durch Elektromotor, Akkus und Steuerelektronik.
Laut Hersteller beträgt die Reichweite mit einer Akkuladung ca. 200 km und das Fahrzeug wird bei einer Ladeleistung von 100 kW in 45 Minuten voll geladen.
DLAK 26/12 (Drehleiter, Automatik, mit Korb)
Im Zusammenhang mit der geplanten Aufstockung siebengeschossiger Wohnhäuser um eine Etage werden in Berlin (wie bereits in Hamburg) seit 2020 Drehleitern der Klasse 26/12 beschafft, d. h. solche, die bei einer seitlichen Ausladung von 12 Metern (mit geforderter Leistungsreserve hinsichtlich der Bewegung an der Fassade entlang) eine Rettungshöhe von 26 Metern (8. Obergeschoss) erreichen, während die genormten DLAK 23/12 unter identischen Bedingungen lediglich das 7. OG erreichen. Des Weiteren sind die neuen Drehleitern mit einem Gelenkarm im obersten Leiterteil ausgestattet, der den Einsatz in beengten Verhältnissen erleichtert und die Flexibilität der Fahrzeuge erhöht. Aktuell bietet lediglich Rosenbauer Drehleitern dieser Leistungsklasse an, das Modell L33A XS, das zuvor bereits durch die Berufsfeuerwehr Hamburg beschafft wurde und einen insgesamt um gut einen Meter verlängerten Leiterpark gegenüber dem Standardmodell aufweist.

## Einsätze

### Einsatzzahlen
| Einsatzstatistik                              | 2010              | 2011              | 2012              | 2013              | 2014              | 2015              | 2016              | 2017              | 2018              | 2019              | 2020             | 2021             | 2022             |
| --------------------------------------------- | ----------------- | ----------------- | ----------------- | ----------------- | ----------------- | ----------------- | ----------------- | ----------------- | ----------------- | ----------------- | ---------------- | ---------------- | ---------------- |
| Brände                                        | 8.114 (2,66 %)    | 8.316 (2,66 %)    | 6.860 (2,16 %)    | 7.330 (2,21 %)    | 6.456 (1,80 %)    | 7.165 (1,83 %)    | 7.230 (1,80 %)    | 6.909 (1,72 %)    | 7.570 (1,63 %)    | 6.688 (1,41 %)    | 8.493 (1,8 %)    | 6.843 (1,4 %)    | 9.578 (1,8 %)    |
| Hilfeleistungen                               | 17.674 (5,79 %)   | 16.615 (5,32 %)   | 17.693 (5,58 %)   | 19.194 (5,80 %)   | 19.949 (5,55 %)   | 20.794 (5,31 %)   | 19.040 (4,75 %)   | 22.426 (5,59 %)   | 13.925 (3,00 %)   | 18.818 (3,98 %)   | 21.197 (4,5 %)   | 21.699 (4,4 %)   | 26.174 (4,9 %)   |
| Rettungsdienst                                | 279.599 (91,56 %) | 287.506 (92,02 %) | 292.464 (92,25 %) | 304.483 (91,99 %) | 333.199 (92,66 %) | 363.599 (92,86 %) | 374.942 (93,45 %) | 371.915 (92,68 %) | 390.409 (94,14 %) | 378.658 (80,06 %) | 396.949 (84,4 %) | 424.361 (86,2 %) | 444.774 (84,1 %) |
| Erkundungen                                   |                   |                   |                   |                   |                   |                   |                   |                   |                   | 68.829 (14,56 %)  | 9.758 (2,1 %)    | 26.105 (2,7 %)   | 12.078 (2,3 %)   |
| Gesamt (ohne Falschalarme und Bereitstellung) | 305.387           | 312.437           | 317.017           | 331.007           | 359.604           | 391.558           | 401.212           | 401.250           | 411.904           | 472.993           | 436.397          | 466.121          | 492.604          |

An üblichen Tagen im Jahr bewältigt die Berliner Feuerwehr in 24 Stunden durchschnittlich 1.400 Einsätze (2022).

### Besondere Einsätze

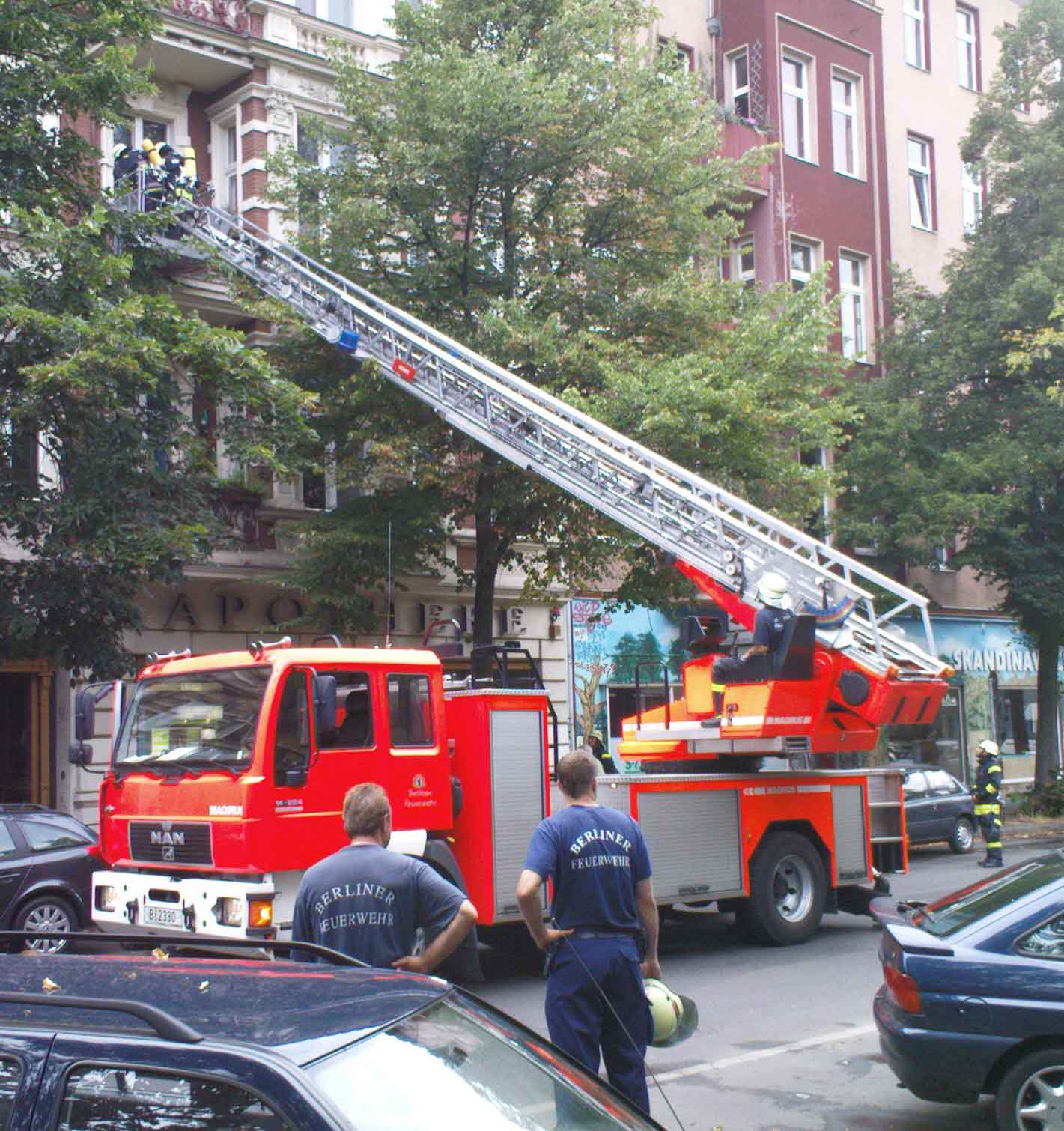
DLK der Berliner Feuerwehr im Einsatz

- 26. September 1908 – Zwei Hochbahn-Züge stoßen am Gleisdreieck zusammen – 18 Tote[82]
- 27./28. Februar 1933 – Reichstagsbrand
- 21. Mai 1980 – Teileinsturz der Kongresshalle
- 1983 – Anschlag auf das Maison de France
- 5. April 1986 – Anschlag auf die Diskothek La Belle – drei Tote
- 16.–21. Dezember 1989 – Der Brand eines Gebäudes mit drei Hotel-Pensionen am Kurfürstendamm/Ecke Wielandstraße weitet sich zum größten Hotelbrand der deutschen Nachkriegsgeschichte aus – acht Tote[83]
- 1989/90 – Einsturz einer Videowand bei der Silvesterfeier am Brandenburger Tor
- 26./27. Oktober 1994 – Brand am Dach des Deutschen Domes
- 4. August 1998 – schwere Gasexplosion in der Lepsiusstraße
- 8. Juli 2000 – Brand im U-Bahnhof Deutsche Oper. 350 Personen müssen durch einen Tunnel evakuiert werden.
- 10. Juli 2002 – Sturmtief Anita – schlimmstes Unwetter seit 30 Jahren – 8 Tote und 39 Verletzte[84]
- 18./19. Januar 2007 – Orkan „Kyrill“ – u. a. Schäden an der Fassade des neuen Hauptbahnhofs – insgesamt 1001 Einsätze[85]
- 19. Dezember 2016 – Anschlag am Breitscheidplatz – Lkw rast in Weihnachtsmarkt – 12 Tote und 53 Verletzte[86]
- 19./20. Februar 2019 – 36 stündiger Stromausfall im Südosten Berlins, Evakuierung von zwei Krankenhäusern, Menschen aus Pflegeeinrichtungen und aus Fahrstühlen. Aufrechterhaltung der Notfallversorgung durch mobile Feuerwachen in Zusammenarbeit mit Polizei, Roten Kreuz und Katastrophenschutz.[87]
- 10./11. Mai 2020 – Mehrere Lagerhallen in Tegel brennen, die Berliner Feuerwehr war mit über 300 Personen im Einsatz. Das Feuer war erst nach rund 19 Stunden unter Kontrolle, nach 21 Stunden konnten die letzten Kräfte abrücken.[88][89]
- 4. August 2022 – Auf dem Sprengplatz Grunewald kam es zu einem Großbrand. Durch zahlreiche Explosionen von u. a. Kampfmitteln, Munition sowie verbotene Feuerwerkskörper ging eine sehr hohe Gefährdung für die Kräfte der Berliner Feuerwehr aus. Das Feuer breitete sich durch einen errichteten Sperrradius von 1000 Meter auf 500.000 Quadratmeter aus. Die AVUS A 115 sowie der Fernverkehr wurden tagelang gesperrt. Alle verfügbaren Mittel aus Berlin und anderen Bundesländern wurden angefordert. Erst am 18. August konnten die Löscharbeiten beendet werden. Dieser Einsatz war bislang der größte, schwierigste und gefährlichste in der deutschen Nachkriegsgeschichte. Die Brandursache ist bislang nicht geklärt.
- 31. Dezember 2022 – In der Silvesternacht 2022/2023 wurde die Berliner Feuerwehr allein zwischen 19 und 6 Uhr zu 1717 Einsätzen im Stadtgebiet von Berlin alarmiert. Darunter waren neben 749 Bränden und 825 Rettungsdiensteinsätzen auch 53 technische Hilfeleistungen. In der Silvesternacht 2021/2022 waren es im selben Zeitraum insgesamt nur 1026 Einsätze, darunter 219 Brände und 755 Rettungsdiensteinsätze. Im Stadtgebiet mussten 22 durch Pyrotechnik verletzte Personen behandelt werden. Es kam zu Angriffen auf Einsatzkräfte und Fahrzeuge. Insgesamt wurden 38 Übergriffe über das interne Meldesystem dokumentiert. Es wurden 15 Einsatzkräfte verletzt, eine Einsatzkraft musste stationär in ein Krankenhaus aufgenommen werden.[81][90]